# Jordan James
Jordan James (Hereford, 2 de julio de 2004) es un futbolista británico que juega en la demarcación de centrocampista para el Stade Rennais F. C. de la Ligue 1.

## Selección nacional
Tras jugar en varias categorías inferiores de la selección, finalmente hizo su debut con la selección de fútbol de Gales en un partido de clasificación para la Eurocopa 2024 contra Croacia que finalizó con un resultado de empate a uno tras el gol de Andrej Kramarić para Croacia, y de Nathan Broadhead para Gales.

## Clubes
| Club                  | País       | Año       | Partidos | Goles |
| --------------------- | ---------- | --------- | -------- | ----- |
| Birmingham City F. C. | Inglaterra | 2021-2024 | 105      | 10    |
| Stade Rennais F. C.   | Francia    | 2024-     | 25       | 1     |